# Malý Smrk (přírodní rezervace)
Malý Smrk je přírodní rezervace poblíž obce Ostravice v okrese Frýdek-Místek. Oblast spravuje AOPK ČR Správa CHKO Beskydy. Důvodem ochrany jsou dochované fragmenty přirozených lesů, jedlobučin a smrkových bučin s původním ekotypem beskydského smrku a s bohatou diverzitou rostlinných a živočišných druhů.